# Seoul Open
Il Seoul Open è stato un torneo professionistico maschile di tennis giocato annualmente dal 1987 al 1996 sui campi in cemento del Centro Tennis del Parco Olimpico a Seul, in Corea del Sud. Nato nel 1987 come parte del circuito Grand Prix, nel 1990 è entrato a far parte delle ATP World Series nell'ambito dell'ATP Tour.

## Albo d'oro

### Singolare
| Anno | Campione         | Finalista        | Punteggio        |
| ---- | ---------------- | ---------------- | ---------------- |
| 1996 | Byron Black      | Martin Damm      | 7–6(3), 6–3      |
| 1995 | Greg Rusedski    | Lars Rehmann     | 6–4, 3–1 rit.    |
| 1994 | Jeremy Bates     | Jörn Renzenbrink | 6–4, 6(6)–7, 6–3 |
| 1993 | Chuck Adams      | Todd Woodbridge  | 6–4, 6–4         |
| 1992 | Shuzo Matsuoka   | Todd Woodbridge  | 6–3, 4–6, 7–5    |
| 1991 | Patrick Baur     | Jeff Tarango     | 6–4, 1–6, 7–6(5) |
| 1990 | Alex Antonitsch  | Pat Cash         | 7–6(2), 6–3      |
| 1989 | Robert Van't Hof | Brad Drewett     | 7–5, 6–4         |
| 1988 | Dan Goldie       | Andrew Castle    | 6–3, 6(5)–7, 6–0 |
| 1987 | Jim Grabb        | Andre Agassi     | 1–6, 6–4, 6–2    |

### Doppio
| Anno | Campioni                      | Finalisti                         | Punteggio     |
| ---- | ----------------------------- | --------------------------------- | ------------- |
| 1996 | Rick Leach Jonathan Stark     | Kent Kinnear Kevin Ullyett        | 6–4, 6–4      |
| 1995 | Sébastien Lareau Jeff Tarango | Joshua Eagle Andrew Florent       | 6–3, 6–2      |
| 1994 | Stéphane Simian Kenny Thorne  | Kent Kinnear Sébastien Lareau     | 6–4, 3–6, 7–5 |
| 1993 | Jan Apell Peter Nyborg        | Neil Broad Gary Muller            | 5–7, 7–6, 6–2 |
| 1992 | Kevin Curren Gary Muller      | Kelly Evernden Brad Pearce        | 7–6, 6–4      |
| 1991 | Alex Antonitsch Gilad Bloom   | Kent Kinnear Sven Salumaa         | 7–6, 6–1      |
| 1990 | Grant Connell Glenn Michibata | Jason Stoltenberg Todd Woodbridge | 7–6, 6–4      |
| 1989 | Scott Davis Paul Wekesa       | John Letts Bruce Man-Son-Hing     | 6–2, 6–4      |
| 1988 | Andrew Castle Roberto Saad    | Gary Donnelly Jim Grabb           | 6–7, 6–4, 7–6 |
| 1987 | Eric Korita Mike Leach        | Ken Flach Jim Grabb               | 6–7, 6–1, 7–5 |